# مدینا (کوندینامارکا)
مدینا (انگلیسی: Medina, Cundinamarca) نام شهری در کشور کلمبیا است.